# Гастон Орлеанский
Гастон Жан Батист Французский, герцог Орлеанский (фр. Gaston Jean Baptiste de France, duc d'Orléans; 25 апреля 1608[…], Фонтенбло — 2 февраля 1660[…], Замок Блуа) — французский принц крови, герцог Анжуйский (1608—1626), герцог Орлеанский (1626—1660), младший (третий) сын короля Франции Генриха IV Бурбона и Марии Медичи.

## Биография
До 1626 года Гастон был известен как герцог Анжуйский, затем ему были присвоены титулы герцога Орлеанского, герцога Шартрского, герцога Алансонского и графа Блуа. По рождению Гастон принадлежал к «Детям Франции». Носил при жизни старшего брата, короля Людовика XIII, титулы «Месье» (фр. Monsieur) и «Единственный брат короля» (фр. Frère unique du Roi), до рождения будущего Людовика XIV (1638) был условным наследником престола. После смерти брата титуловался «Монсеньор» (фр. Monseigneur), как это обычно для герцогов.
В 1628 году двадцатилетний герцог номинально командовал знаменитой осадой Ла-Рошели. У Гастона были сложные отношения с венценосными братом и племянником. В 1630-е годы он поднимал против короля и фактического хозяина государства кардинала Ришельё мятеж в Лангедоке (1632), затем, будучи прощён, участвовал в заговоре Сен-Мара с целью сместить и убить Ришельё в 1642 году, избежал казни, но за это был лишён прав на регентство в случае смерти короля. После смерти брата в 1643 году был назначен наместником королевства (но регентшей стала вдова короля Анна Австрийская), командовал войсками государства против Испании. Однако в 1650-е годы, во время фронды, постоянно переходил с одной стороны на другую. Мазарини приказал выслать его в Блуа, где Гастон и умер через семь лет после подавления фронды Принцев.
После кончины Гастона следующим герцогом Орлеанским стал младший брат Людовика XIV Филипп.

## Семейная жизнь

### Первый брак
В 1626 году Гастон женился на богатейшей герцогине де Монпансье (1605—1627), правнучке 2-го герцога Монпансье. Именно после свадьбы ему были присвоены титулы герцога Орлеанского, графа Шартрского и графа Блуа. Мария умерла при родах дочери Анны (1627—1693), носившей впоследствии титул мадемуазель де Монпансье и имевшей известный литературный салон (привлекавший многих интеллектуалов того времени, таких, как Ларошфуко, в лагерь Фронды).
- Анна Мария Луиза Орлеанская (29 мая 1627 — 3 апреля 1693), герцогиня де Монпансье.

### Второй брак
В 1632 году герцог Орлеанский женился на Маргарите Лотарингской (1615—1672), сестре Карла IV. У них было пять детей: три выжившие дочери, а также сын и дочь, умершие в раннем детстве. Дети:
- Маргарита Луиза Орлеанская (28 июля 1645 — 17 сентября 1721), супруга с 1661 года Козимо III Медичи (1642—1723), великого герцога Тосканского (1670—1723);
- Елизавета Маргарита Орлеанская (26 декабря 1646 — 17 марта 1696), супруга с 1667 года Луи Жозефа Лотарингского (1650—1671), герцога де Гиза (1664—1671);
- Франсуаза Мадлен Орлеанская (13 октября 1648 — 14 января 1664), супруга с 1663 года Карла Эммануила (1634—1675), герцога Савойского (1638—1675);
- Жан Гастон Орлеанский, герцог де Валуа (17 августа 1650 — 10 августа 1652), умер в детстве;
- Мария Анна Орлеанская (9 ноября 1652 — 17 августа 1656), умерла в детстве.

Также имел трех внебрачных детей:
- дочь Мария бастард д’Орлеан (1 января 1631–?);
- дочь Маргарита бастард д'Орлеан (1632-?), была замужем за Франсуа Бернаром Аллё
- сын Жан Луи бастард д’Орлеан, граф де Шарни (13 января 1638—1692).

## Гастон Орлеанский в литературе
Герцог Орлеанский — один из эпизодических персонажей романов Александра Дюма-отца «Три мушкетёра», «Двадцать лет спустя» и «Виконт де Бражелон, или Десять лет спустя». Он появляется и в романе Альфреда де Виньи «Сен-Мар».
Бло, известный куплетист того времени, противопоставляет герцога Орлеанского и герцога де Бофора:
Гастон к сраженьям непривычен,
Зато слова ему легки.
Зачем Бофор косноязычен?
Зачем Гастон лишен руки?